# Émile Masson (ciclista 1888-1973)
Émile Masson (Morlanwelz, 16 de octubre de 1888 - Bierset, 25 de octubre de 1973) fue un ciclista belga que fue profesional entre 1913 y 1925.
Durante su carrera profesional consiguió 15 victorias, destacando dos ediciones de la Vuelta en Bélgica, una Burdeos-París y dos etapas del Tour de Francia.
Es el padre del también ciclista Émile Masson.

## Palmarés
- 1913
  - Vencedor de una etapa a la Vuelta a Bélgica
- 1919
  - 1º en la Vuelta a Bélgica y vencedor de una etapa
- 1921
  - Campeón de Bélgica de CRE
- 1922
  - Vencedor de una etapa a la Vuelta a Bélgica
  - Vencedor de 2 etapas al Tour de Francia
- 1923
  - 1º en la Vuelta a Bélgica y vencedor de una etapa
  - 1º en la Burdeos-París
  - 1º en el Gran Premio Wolber
  - 1º en la Sclessin-St. Hubert-Sclessin
  - Vencedor de una etapa al Critèrium de Midi
- 1924
  - 1º en la Jemeppe-Bastogne-Jemeppe
  - 1º en la París-Lyon (Gran Premio Sporting)

### Resultados al Tour de Francia
- 1913. Abandona (4ª etapa)
- 1919. Abandona (8ª etapa)
- 1920. 5º de la clasificación general
- 1921. Abandona (1ª etapa)
- 1922. 12º de la clasificación general. Vencedor de 2 etapas
- 1924. Abandona (5ª etapa)
- 1925. 22º de la clasificación general